# Elaphoglossum trichophorum
Elaphoglossum trichophorum är en träjonväxtart som först beskrevs av Sod., och fick sitt nu gällande namn av Carl Frederik Albert Christensen. Elaphoglossum trichophorum ingår i släktet Elaphoglossum och familjen Dryopteridaceae. Inga underarter finns listade.